# Răzbunarea Panterei Roz

Răzbunarea Panterei Roz (în engleză Revenge of the Pink Panther) este al șaselea film din seria Pantera Roz. Lansat în 1978, filmul a fost ultima apariție în film a lui Peter Sellers, care a murit în 1980. Scenele de început au fost animate de către DePatie-Freleng Enterprises.

## Rezumat
Philippe Douvier, un om de afaceri respectat, dar care este în secret liderul Filierei franceze, se confruntă cu lipsa de încredere a partenerilor mafioți din afacerea cu droguri din New York Mafia, deoarece ei cred că francezii nu sunt capabili să-și conducă în mod corespunzător afacerile. Pentru a demonstra contrariul, ajutorul lui Douvier, Guy Algo, sugerează să-l ucidă pe omul care prezintă cel mai mare pericol pentru comerțul lor: inspectorul șef Jacques Clouseau - un plan pe care Douvier îl aprobă în cele din urmă.
Încercarea lui Douvier de a-l ucide pe Clouseau cu o bombă nu reușește, și încercarea ulterioară a unui expert chinez în arte marțiale numit dl. Chong (o apariție netrecută în distribuție a fondatorului Kenpo-ului american, Ed Parker) este zădărnicită atunci când Clouseau îl aruncă accidental prin fereastră, crezând că acela era valetul său, Cato, care aveau ordin să-l mențină în alertă pe angajatorul său prin intermediul unor atacuri prin surprindere. În acea noapte, Douvier îi sună pe Clouseau și se prezintă ca un informator care vrea să-i o serie de secrete despre Filiera franceză. În ciuda faptului că a avertizat de Cato că aceasta trebuie să fie o capcană, Clouseau, concluzionând că este prea evidentă pentru a fi o capcană, se îndreaptă spre locație, dar mașina și hainele îi sunt furate sub amenințare cu arma de un criminal travestit pe nume Claude Rousseau (Sue Lloyd). Rousseau cade în capcană și este ucis de oamenii lui Douvier. Ulterior, majoritatea oamenilor cred că Clouseau este cel care a fost ucis și, ca urmare a acestei ipoteze, șeful nebun al lui Clouseau, fostul comisar Charles Dreyfus (Herbert Lom), este declarat sănătos și eliberat din azilul de boli psihice pentru a încerca să rezolve acest caz, în timp ce planurile lui Douvier continuă.
În hainele lui Russo, Clouseau este dus la azilul de boli psihice (o scenă în care apare Andrew Sachs, al cărui personaj se crede Hercule Poirot), dar scapă și se ascunde în camera lui Dreyfus. Dreyfus leșină la vederea lui Clouseau, pe care-l credea mort, după care Clouseau se deghizeaza ca Dreyfus și este condus acasă într-o mașină de către polițistul François. Acasă, Clouseau îl găsește pe Cato, care (în ciuda faptului că transformase apartamentul lui Clouseau într-un bordel chinezesc) se bucură să-l vadă în viață. După ce-i trece furia lui Clouseau față de Cato, cei doi plănuiesc să se răzbune pe persoana care a comandat asasinarea lui Clouseau, profitând de avantajul că Clouseau este crezut a fi mort.
Dreyfus, convins că omul pe care l-a văzut era Claude Rousseau, este desemnat să citească un elogiu la înmormântarea lui Clouseau. Obiecțiile sale sunt depășite de necesitatea politică atunci când i se dezvăluie faptul că discursul a fost compus de soția șefului poliției, care avea o mare respect față de Clouseau. În timpul discursului, Dreyfus nu este în măsură să-și controleze râsul, pe care și-l ascunde dând impresia că plânge. Dar când Clouseau apare deghizat în rândul participanților la înmormântare, Dreyfus leșină și cade în groapă înainte ca maestrul de ceremonii să-și termine rugăciunea.
La scurt timp după ce soția lui îl amenință cu un divorț, Douvier, care are nevoie de respectabilitatea și tăcerea ei cu privire la crimele sale, îi spune secretarei și amantei Simone LeGree (Dyan Cannon) că trebuie să încheie relația lor. Furioasă, Simone iese din biroul lui Douvier. Pentru că ea a fost destul de intim implicată în afacerea sa, Douvier dă ordinul ca Simone să fie ucisă într-un club de noapte numit Le Club Phut (însemând "picior strâmb").
După ce i s-a spus de către un informator de pa mare (Alfie Bass) de posibilitatea de a fi probleme la clubul de noapte, Clouseau și Cato se duc să facă investigații și o salvează accidental pe Simone de asasinii lui Douvier; Simone îl ia acasă pe salvatorul Clouseau. În apartamentul Simonei, Clouseau spune că el este inspectorul șef presupus mort; deși Simone nu-l crede la început, el o convinge în cele din urmă de adevăr, determinând-o să-i dezvăluie faptul că Douvier a ordonat asasinarea lui Clouseau, în încercarea sa de a-l impresiona pe nașul american. Atunci când un alt duo de asasini apar, Clouseau și Simone scapă fugind în apartamentul de mai jos, unde locuia Dreyfus, în care trăiește Dreyfus. Dreyfus o aude pe Simone spunându-i lui Clouseau de planurile lui Douvier de a se întâlni cu nașul Mafiei din New York, Julio Scallini, în Hong Kong, dar leșină din nou atunci când îl vede pe Clouseau.
Clouseau, Cato și Simone călătoresc de la Paris la Hong Kong și îl urmăresc pe Douvier, fără să știe că și Dreyfus a sosit. Clouseau se dă drept Scallini, în timp ce Simone îi distrage atenția realului Scallini, astfel încât Clouseau poate descoperi planurile lui Douvier. El reușește, dar planul o ia razna atunci când deghizarea lui Clouseau este expusă. Începe o urmărire de mașini, care se termină la docurile din Hong Kong. Aici, Dreyfus îl recunoaște pe Clouseau, dar își pierde din nou mințile și încearcă să-l omoare pe Clouseau, urmărindu-l într-un antrepozit unde provoacă focuri de artificii. În interior, Dreyfus împușcă din greșeală artificiile care se aprind, iar exploziile rezultate produc haos pentru toți participanții, ducând în cele din urmă la arestarea lui Douvier și Scallini. Clouseau este decorat pentru arestarea lor de către președintele Franței. Ulterior, el și Simone petrec o seară împreună.

## Distribuție
- Peter Sellers – inspectorul șef Clouseau
- Herbert Lom – inspectorul șef Dreyfus
- Dyan Cannon – Simone
- Robert Webber – Douvier
- Paul Stewart – Scallini
- Burt Kwouk – Cato
- Tony Beckley – Guy Algo
- Robert Loggia – Al Marchione
- André Maranne – sergentul François Chevalier (ca Andre Maranne)
- Graham Stark – profesorul Auguste Balls
- Alfie Bass – Fernet
- Sue Lloyd – Claude Rousseau
- Danny Schiller – Cunny
- Douglas Wilmer – comisarul de poliție
- Ferdy Mayne – dr. Paul Laprone

## Muzica
Muzica principală și multe din melodiile de pe fundalul seriei au fost masterizate în stil "disco" la sfârșitul anilor 1970s. Tema în sine a fost refăcută pentru a include o linie bas dansantă, pian electric și chitară solo.

## Animațiile de la început
Secvențele de titluri animate de la începutul filmului au fost realizate de DePatie-Freleng Enterprises, care se implicase în serie începând de la titlurile animate din filmul The Pink Panther (1963). A fost prima dată de la Inspector Clouseau (1968) când DePatie-Freleng a realizat titlurile animate ale unui film din seria Pantera Roz (titlurile animate de la Return și Strikes Again fuseseră realizate de studioul lui Richard Williams). Ei au realizat ulterior serialul animat de televiziune The All-New Pink Panther Show. Trail of the Pink Panther și Curse of the Pink Panther au fost animate de reintitulata companie Marvel Productions.

## Romance of the Pink Panther
Romance of the Pink Panther este un film la care lucra Sellers și pe care voia să-l facă fără Edwards, înainte de atacul de cord fatal al lui Sellers. United Artists a refăcut distribuția înainte de a-l convinge pe Blake Edwards să se alăture seriei. Edwards a ales să-l înlocuiască pe Clouseau cu un nou personaj, mai degrabă decât să-l înlocuiască pe Sellers în rolul lui Clouseau și să se folosească de secvențele tăiate din The Pink Panther Strikes Again pentru a realiza un film de tranziție (Trail of the Pink Panther), cu imagini noi care să-l lege de noul film (Curse of the Pink Panther).